# Chiesa di San Gregorio Magno (Monte Porzio Catone)
La chiesa di San Gregorio Magno, nota anche con il titolo di duomo, è la parrocchiale di Monte Porzio Catone, in città metropolitana di Roma Capitale e sede suburbicaria di Frascati; fa parte della zona pastorale III.

## Storia
Nella zona di Monte Porzio Catone la prima comunità cristiana forse si formò già nel I secolo, con la diffusione del Vangelo ad opera dei santi Paolo e Pietro; sembra che proprio qua vi fosse una catacomba in cui si riunivano i fedeli durante l'epoca delle persecuzioni. La primitiva chiesetta del paese fu invece fondata da un gruppo di cristiani provenienti dall'Oriente, lì dove poi venne costruita la cappella di Sant'Antonino.

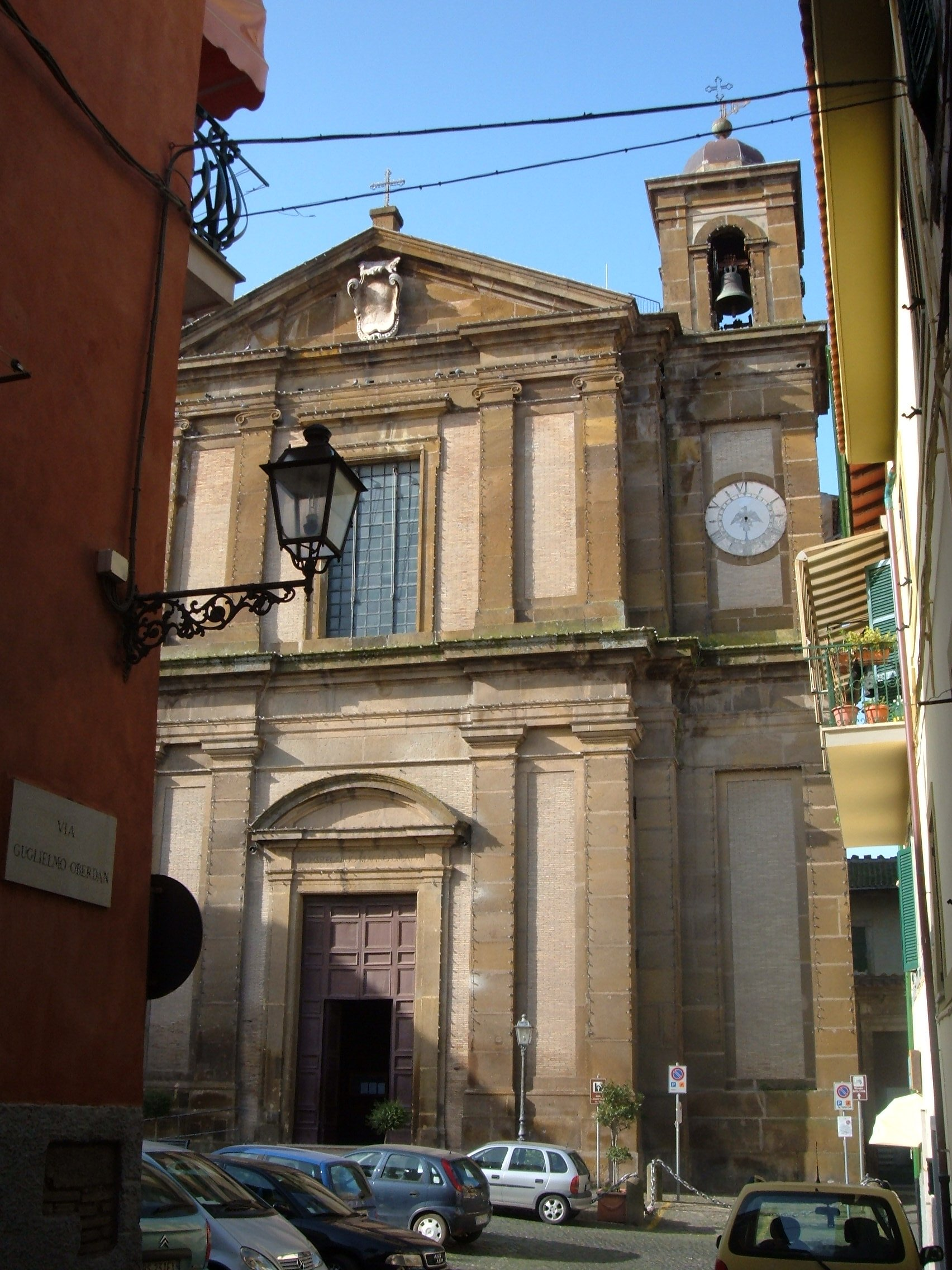
La chiesa vista da un'altra angolazione

Quest'oratorio è menzionato in un documento datato 18 aprile 1068, in cui si legge che il conte di Tuscolo Gregorio donò all'abbazia di Montecassino l'ecclesiam – vocabulo Sancti Antonini – sitam in territorio Montis Porculi cum libris et paramentis, domibus, terris et vineis, et omnibus suis pertinentiis; nel 1081, invece, la cappella divenne proprietà dei monaci di San Paolo fuori le mura.
Nel 1579 papa Gregorio XIII, compiendo la sua visita in paese, trovò che non vi sorgevano luoghi di culto e che quindi i fedeli, per assistere alle funzioni, erano costretti a recarsi a Monte Compatri o alla cappellina presso il monte; allora, il 1º giugno 1580 il pontefice eresse Monte Porzio a parrocchia autonoma e contestualmente diede ordine di edificare la chiesa che ne sarebbe diventata il fulcro. Inoltre, questa chiesa venne elevata ad arcipretale e il giuspatronato fu affidato alla famiglia Boncompagni, per poi passare nel 1616 ai Borghese; proprio in quell'anno Scipione Borghese promosse un restauro dell'edificio, che venne riaperto al culto nel 1623.
Nel 1666 la chiesa cinquecentesca fu completamente demolita per far posto al nuovo duomo, la cui prima pietra venne posta il 20 luglio di quel medesimo anno; l'edificio, il cui progetto era stato affidato dal principe Giovanni Battista Borghese all'architetto Carlo Rainaldi, fu portato a termine nel 1672, mentre le rifinite e le decorazioni vennero compiute nel 1684. La consacrazione, invece, fu impartita diversi decenni dopo, il 1º giugno 1766 dal cardinale-vescovo di Frascati Enrico Benedetto Stuart.
Nel 1980 una forte scossa di terremoto provocò dei danni al duomo, che per alcuni anni dovette essere chiuso al culto; la ristrutturazione iniziò solo nel 1992, mentre poi un ulteriore restauro venne ultimato nel 2011.

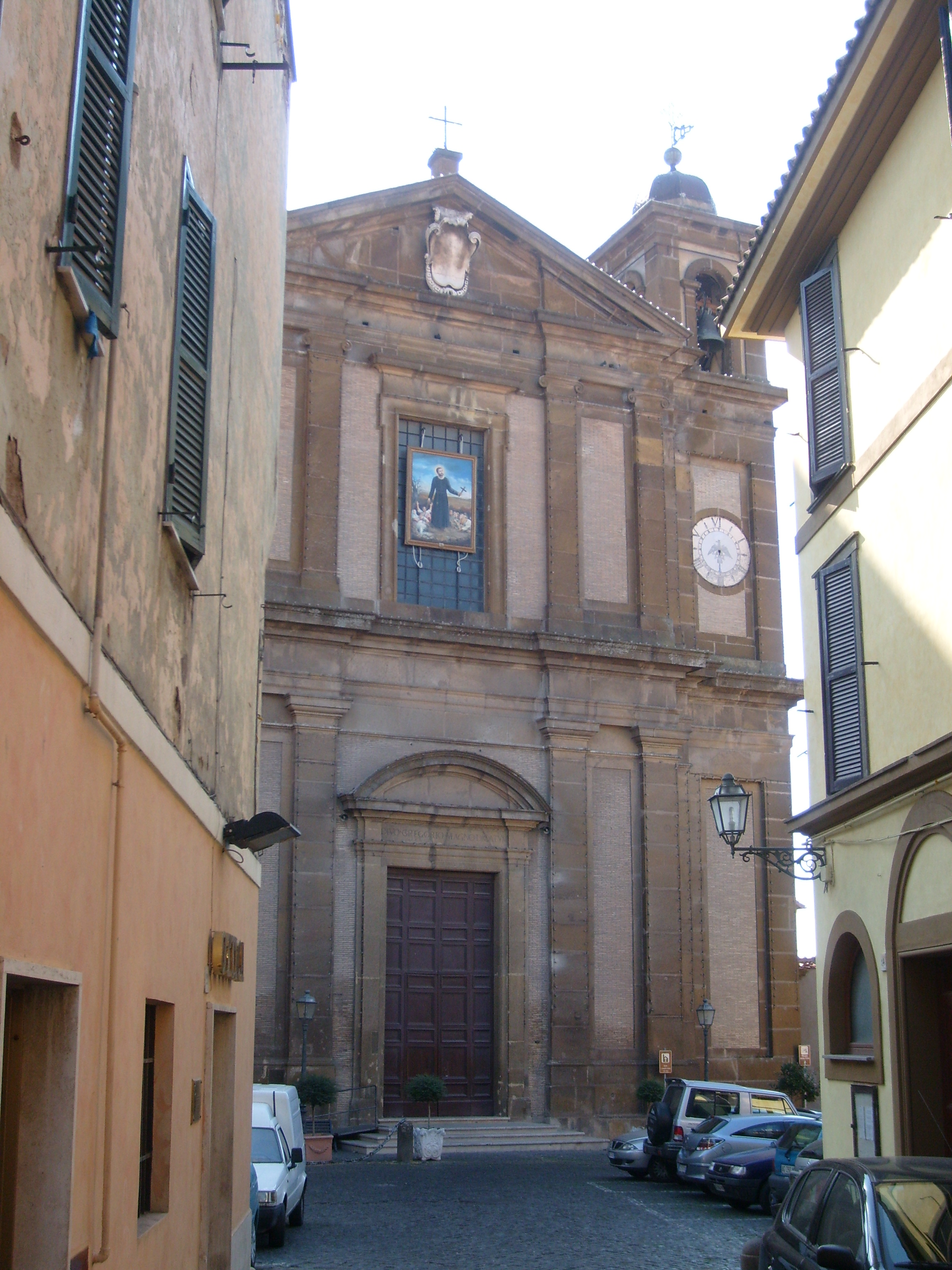
Il duomo tra le case del paese

## Descrizione

### Esterno
La facciata della chiesa, abbellita da specchiature in mattoncini, si articola in due registri separati da una cornice marcapiano; quello inferiore è scandito da lesene di ordine dorico e presenta il portale d'ingresso architravato e sormontato da un frontone dal contorno curvilineo, mentre quello superiore, tripartito da lesene ioniche, è caratterizzato da una grande finestra rettangolare ed è coronato dal timpano di forma triangolare al cui centro campeggia uno stemma.
 Ai lati del duomo si elevano i due campanili gemelli, che presentano altrettanti orologi; le celle campanarie si aprono attraverso quattro finestre a monofora.

### Interno
L'interno dell'edificio è a pianta a croce greca e le pareti sono scandite da paraste abbellite da capitelli compositi sorreggenti la trabeazione, caratterizzata da dentellatura.
Vi sono conservate opere artistiche pregevoli come la pala che rappresenta Sant'Antonio di Padova che guarda verso Gesù bambino sorretto da alcuni angeli, dipinta nel 1674 da Ciro Ferri, i quadretti della Via Crucis, risalenti al XVIII secolo, la seicentesca statua di Sant'Antonio Abate, l'organo, costruito nel XIX secolo, le acquasantiere, scolpite nel Seicento da Francesco Fancelli, la pala dell'altare maggiore, raffigurante San Gregorio Magno inginocchiato davanti alla Beata Vergine Maria, dipinta nella seconda metà del XVII secolo da Giacinto Brandi, e la coeva tela ritraente la Vergine col Bambino assieme a degli angeli e ai santi Domenico e Caterina, eseguita dal francese Guglielmo Courtois.